# Тодор Полименов
Тодор Полименов е български философ, професор във Философския факултет на Софийския университет „Св. Климент Охридски“. Преподавател по логика, аналитична философия и философия на езика. Той е българският преводач на Готлоб Фреге и Рудолф Карнап.

## Биография
Тодор Полименов е роден през 1972 г. в София. Завършва Софийската математическа гимназия „Паисий Хилендарски“ през 1990 г. След това философия във Софийския университет, а през 2006 г. става доктор по логика с дисертация на тема „Готлоб Фреге и възникването на модерната логика“.
От 2003 г. работи в катедра „Логика, етика и естетика“ на Софийския университет.
Академичният път на Тодор Полименов е свързан с редица изследователски престои и специализации в международни институции като Института по философия на Университета в Грац, Австрия; Института по философия на Университета „Фридрих Шилер“ в Йена, Германия, където е стипендиант на Немската служба за академичен обмен (Deutscher Akademischer Austauschdienst, DAAD) при съвременния немски философ и историк на философията проф. Готфрид Габриел; Архива на Витгенщайн в Департамента по философия на Бергенския университет в Норвегия и др.
През 2019 г. получава стипендия от Фондация „Александър фон Хумболт“ за изследователски престой в Института по философия на Университета на Саарланд в Саарбрюкен, Германия, при проф. Улрих Нортман, с което се нарежда сред българските учени хумболтианци.

## Преподавателска дейност
Проф. Полименов преподава курс по философска логика като част от задължителната учебна програма на специалност „Философия“ в Софийския университет от 2004 г. Междувременно разработва и е водил специализираните курсовете „Теорията на Аристотел за съществуването“, „Език и Символ“, „Основни проблеми на аналитичната метафизика“, „Съвременни теории за действието“ и др.
Бил е гост преподавател в Пловдивския университет „Паисий Хилендарски“ и Университета Париж-I Пантеон-Сорбона във Франция.
Тодор Полименов е и съавтор на учебник по философия за 10-и клас.

## Научни приноси
Тодор Полименов изследва работата и живота на немския философ и създател на модерната логика Готлоб Фреге и е смятан за особено голям негов познавач в България. Той превежда и издава на български език знаковите текстове на Фреге „Функция и понятие“, „Върху смисъла и значението“ и „Върху понятието и предмета“, които са поместени за първи път в изданието на създаденото от Полименов „Философско общество София“ (ФОС) списание KHORA през 2001 г. В преподавателската си работа Полименов въвежда систематичното изучаване на философските понятия, с които работи Фреге и които стоят в основата на съвременната аналитична философия.
В по-късните си преводи Полименов въвежда думата Понятопис като български аналог на Фрегианското Begriffsschrift, която устойчиво се употребява в българските философски текстове.
В Софийския университет Тодор Полименов, заедно с Анна Бешкова и Евгени Латинов, като едно ново поколение български логици, въвежда и развива университетското обучение по философска логика в духа на аналитичната традиция от 20-и век. За първи път тримата, заедно с Благовест Моллов, превеждат и издават на български език в университетското издателство ключови текстове за аналитичната философия на Готлоб Фреге, Бъртранд Ръсел, Джордж Е. Мур, Лудвиг Витгенщайн, Рудолф Карнап, У. В. Куайн, Питър Стросън, Пол Грайс, Джон Р. Сърл,Доналд Дейвидсън, Сол Крипке и Хилъри Пътнъм.

## Публикации
Тодор Полименов е автор на монографии и статии, издател, съставител и редактор на сборници с текстове по философска логика, аналитична философия и философия на езика на български, немски и английски език. Сред по-важните от тях са:

### Монографии
- Истина и смисъл. Категории на логическия анализ на езика. София: Университетско издателство „Св. Климент Охридски“, 2018. ISBN 978-954-074-497-1
- Субстанции, универсалии, пропозиции. Метафизика и философия на езика. София: Вулкан 4, 2013. ISBN 978-954-488-126-9

### Статии
- Semantic and Pragmatic Aspects of Frege’s Approach to Fictional Discourse, in: Bengtsson, G. / Säätelä, S. / Pichler, A. (eds.): New Essays on Frege. Between Science and Literature. Dordrecht – Heidelberg – Cham: Springer, 2018, pp. 119–141.
- „Логическата нотация на Фреге“, в: Бешкова, А., Латинов, Е., Полименов, Т. (съст.): Логическата традиция. София: Университетско издателство „Св. Климент Охридски“, 2015, с. 61–95.

- Teile des Sinns und Teile der Bedeutung, in: Wismarer Frege-Reihe 02 (2013), pp. 11–31. Архив на оригинала от 2022-05-28 в Wayback Machine.
- „Витгенщайн за логиката на ‘вътрешното’ в бележките по философия на психологията“, в: сп. Критика и хуманизъм 31, 2010, с. 123–137.

- „Диалогическата логика на Паул Лоренцен: истина, твърдение и идеята за едно прагматическо основополагане на логиката“, в: Марков, С. (съст.): Логика и наука. Велико Търново: Университетско издателство „Св. св. Кирил и Методий“, 2008, с. 93–109.